# 18 de julho
18 de julho é o 199.º dia do ano no calendário gregoriano (200.º em anos bissextos). Faltam 166 dias para acabar o ano.

## Eventos históricos

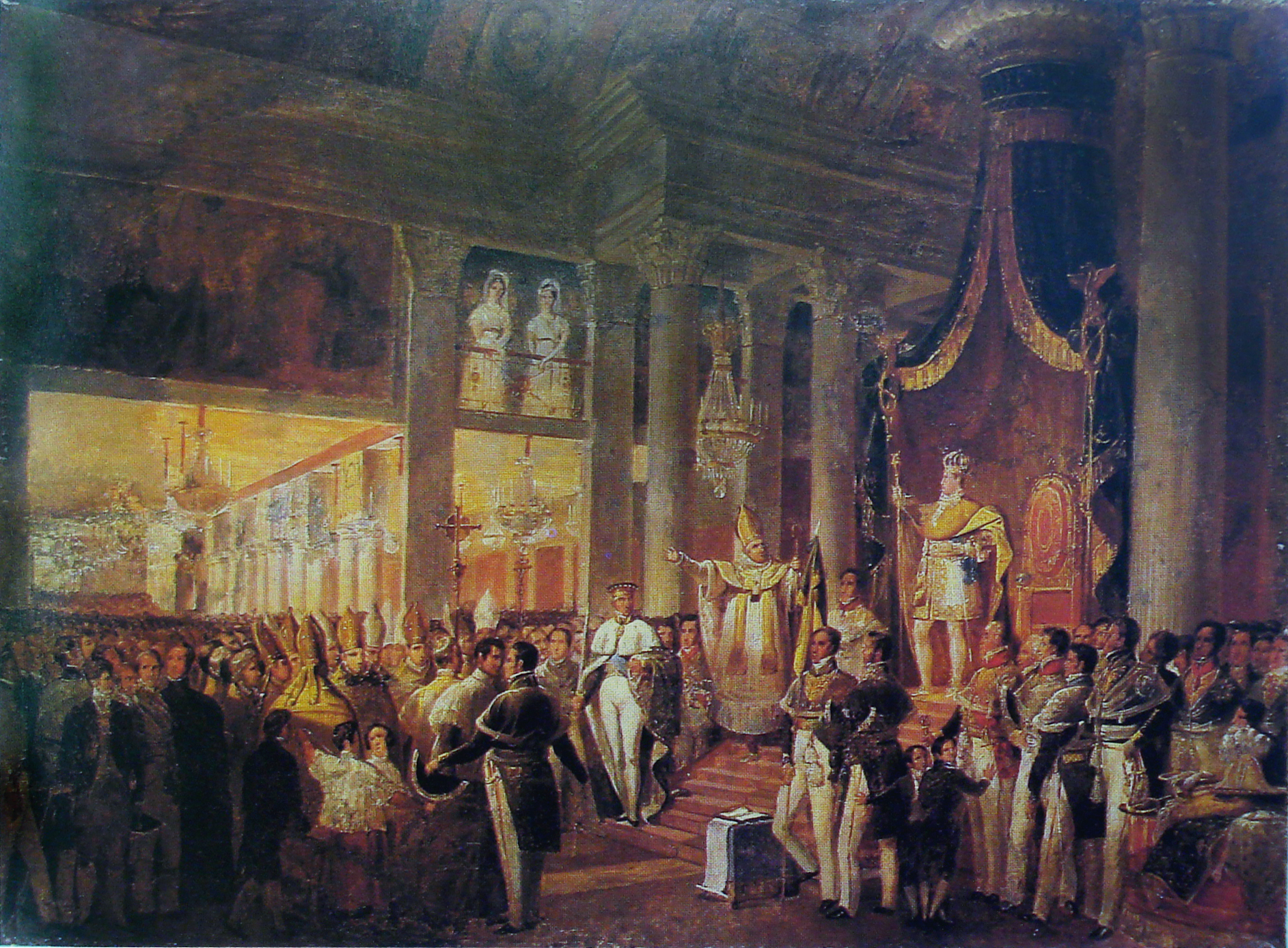
1841: Coroação de Pedro II do Brasil

- 477 a.C. — Batalha do Crêmera como parte das guerras romano-etruscas. Etruscos da cidade de Veios emboscam e derrotam o exército romano.
- 387 a.C. — Guerras romano-gaulesas: Batalha de Allia: Um exército romano é derrotado por ataques gauleses, levando ao subsequente saque de Roma.[1]
- 0362 — Guerras romano-persas: o imperador Juliano chega a Antioquia com uma força expedicionária romana (60 000 homens) e permanece lá por nove meses para lançar uma campanha contra o Império Persa.
- 0452 — Saque de Aquileia: Depois de uma derrota anterior nas planícies da Catalunha, Átila sitia a metrópole de Aquileia e eventualmente a destrói.
- 1290 — O rei Eduardo I da Inglaterra emite o édito de expulsão, banindo todos os judeus (cerca de 16 000) da Inglaterra; era Tisha B'Av no calendário hebraico, um dia que comemora muitas calamidades judaicas.[2]
- 1195 — Batalha de Alarcos: as forças almôadas derrotam o exército castelhano de Afonso VIII e forçam sua retirada para Toledo.
- 1334 — O bispo de Florença abençoa a primeira pedra fundamental do novo campanário (torre sineira) da Catedral de Florença, projetado pelo artista Giotto di Bondone.[3]
- 1389 — França e Inglaterra concordam com a Trégua de Leulinghem, inaugurando uma paz de 13 anos, o período mais longo de paz sustentada durante a Guerra dos Cem Anos.
- 1391 — Guerra entre Toquetamis e Tamerlão: Batalha do rio Kondurcha: Tamerlão derrota Toquetamis da Horda Dourada no atual sudeste da Rússia.[4]
- 1507 — Em Bruxelas, o Príncipe Carlos I é coroado Duque da Borgonha e Conde de Flandres, um ano depois de herdar o título.
- 1723 — Johann Sebastian Bach lidera a primeira apresentação de sua cantata Erforsche mich, Gott, und erfahre mein Herz, BWV 136, em Leipzig no oitavo domingo após Domingo da Santíssima Trindade.[5]
- 1806 — A explosão de um paiol de pólvora em Birgu, Malta, mata cerca de 200 pessoas.[6]
- 1812 — Os Tratados de Orebro encerram as guerras anglo-russa e anglo-sueca.[7]
- 1841 — D. Pedro II é coroado Imperador do Brasil aos 15 anos de idade.
- 1870 — O Concílio Vaticano I decreta o dogma da infalibilidade papal.
- 1898 — Marie Curie e Pierre Curie anunciam a descoberta de um novo elemento químico e propõem que se chame Polônio.
- 1918 — A Grã-Duquesa Isabel Feodorovna, outros cinco membros da família Romanov e duas pessoas ligadas a eles são executados por bolcheviques em uma mina próxima de Alapayevsk, na Rússia.[8]
- 1925 — Adolf Hitler publica a Mein Kampf.
- 1936 — Na Espanha, uma facção do exército apoiada por fascistas, se levanta contra a Segunda República Espanhola em um golpe de estado iniciando a Guerra Civil de 3 anos, resultando na mais longa ditadura na história da Europa moderna.
- 1942 — Segunda Guerra Mundial: os alemães testam em voo o Messerschmitt Me-262 usando apenas os seus jatos, pela primeira vez.
- 1944 — Segunda Guerra Mundial: Hideki Tōjō renuncia ao cargo de primeiro-ministro do Japão devido a vários contratempos no esforço de guerra.
- 1956 — Criada a Fundação Calouste Gulbenkian, em Lisboa, Portugal.
- 1966 — Voo espacial tripulado: lançamento da Gemini X do Cabo Canaveral em uma missão de 70 horas que inclui o acoplamento em órbita com um Veículo Alvo Agena.
- 1968 — Intel é fundada em Mountain View, na Califórnia.
- 1974 — Toma posse em Portugal o II Governo Provisório, chefiado pelo primeiro-ministro Vasco Gonçalves.
- 1976 — Nadia Comăneci torna-se a primeira pessoa na história dos Jogos Olímpicos a marcar 10 pontos perfeitos em ginástica nos Jogos Olímpicos de 1976.
- 1980 — A TV Tupi, primeira emissora latino-americana, sai do ar definitivamente.
- 1984 — Massacre do McDonald's em San Ysidro, Califórnia: em um restaurante de fast food, James Oliver Huberty abre fogo, matando 21 pessoas e ferindo outras 19 antes de ser morto a tiros pela polícia.
- 1992 — Uma foto de Les Horribles Cernettes foi tirada, que se tornou a primeira foto postada na World Wide Web.
- 1994
  - Um ataque ao prédio da Associação Mutual Israelita Argentina (AMIA) em Buenos Aires mata 85 pessoas (a maioria judia) e fere outras 300.
  - Genocídio de Ruanda: a Frente Patriótica de Ruanda assume o controle de Guissenhi e do noroeste de Ruanda, forçando o governo interino a entrar no Zaire e encerrando o genocídio.
- 1995 — Na ilha caribenha de Montserrat, o vulcão Soufrière Hills entra em erupção. Ao longo de vários anos, devasta a ilha, destruindo a capital, forçando a fuga de grande parte da população.
- 1996 — Batalha de Mullaitivu: os Tigres de Libertação de Tamil Eelam capturam a base do Exército do Sri Lanka, matando mais de 1 200 soldados.[9]
- 2014 — O Estado Islâmico do Iraque e do Levante exige que os cristãos aceitem o status de dhimmi, emigrem das terras do EIIL ou sejam mortos.
- 2019 — Um incêndio criminoso em um estúdio de animação em Quioto, no Japão, mata pelo menos 33 pessoas.

## Nascimentos

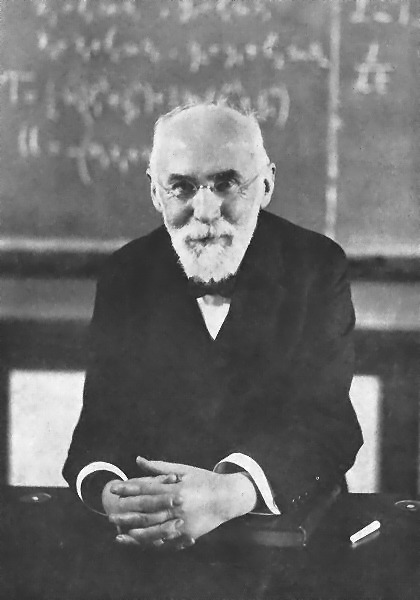
Hendrik Lorentz

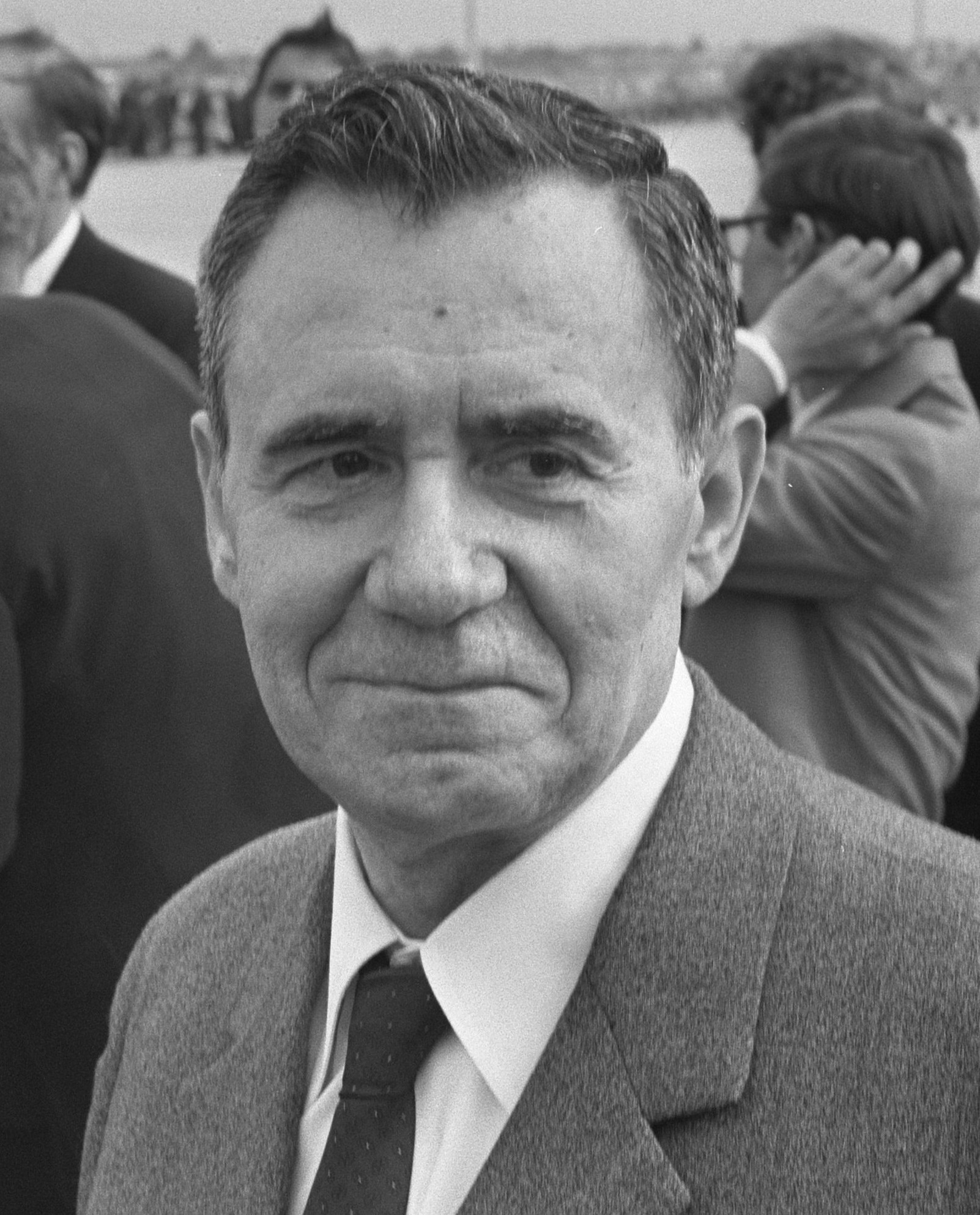
Andrei Gromiko

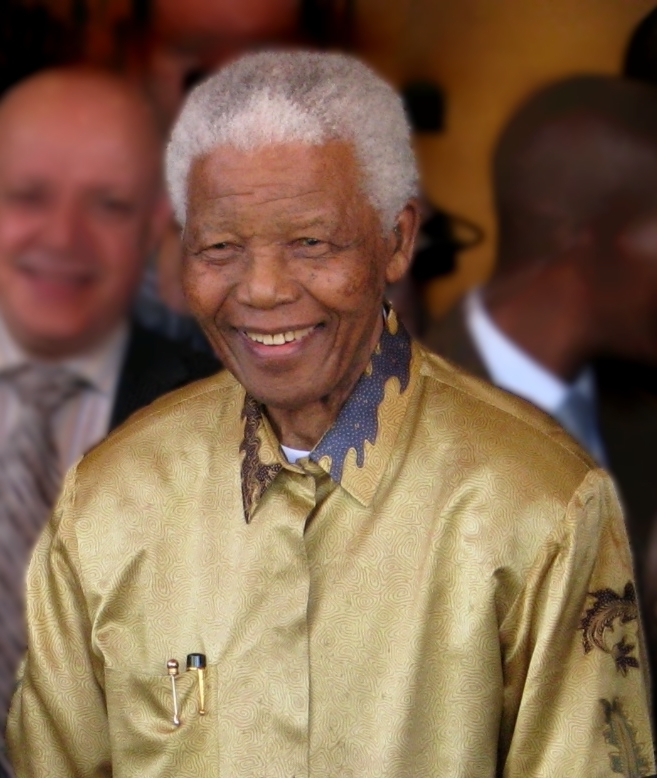
Nelson Mandela

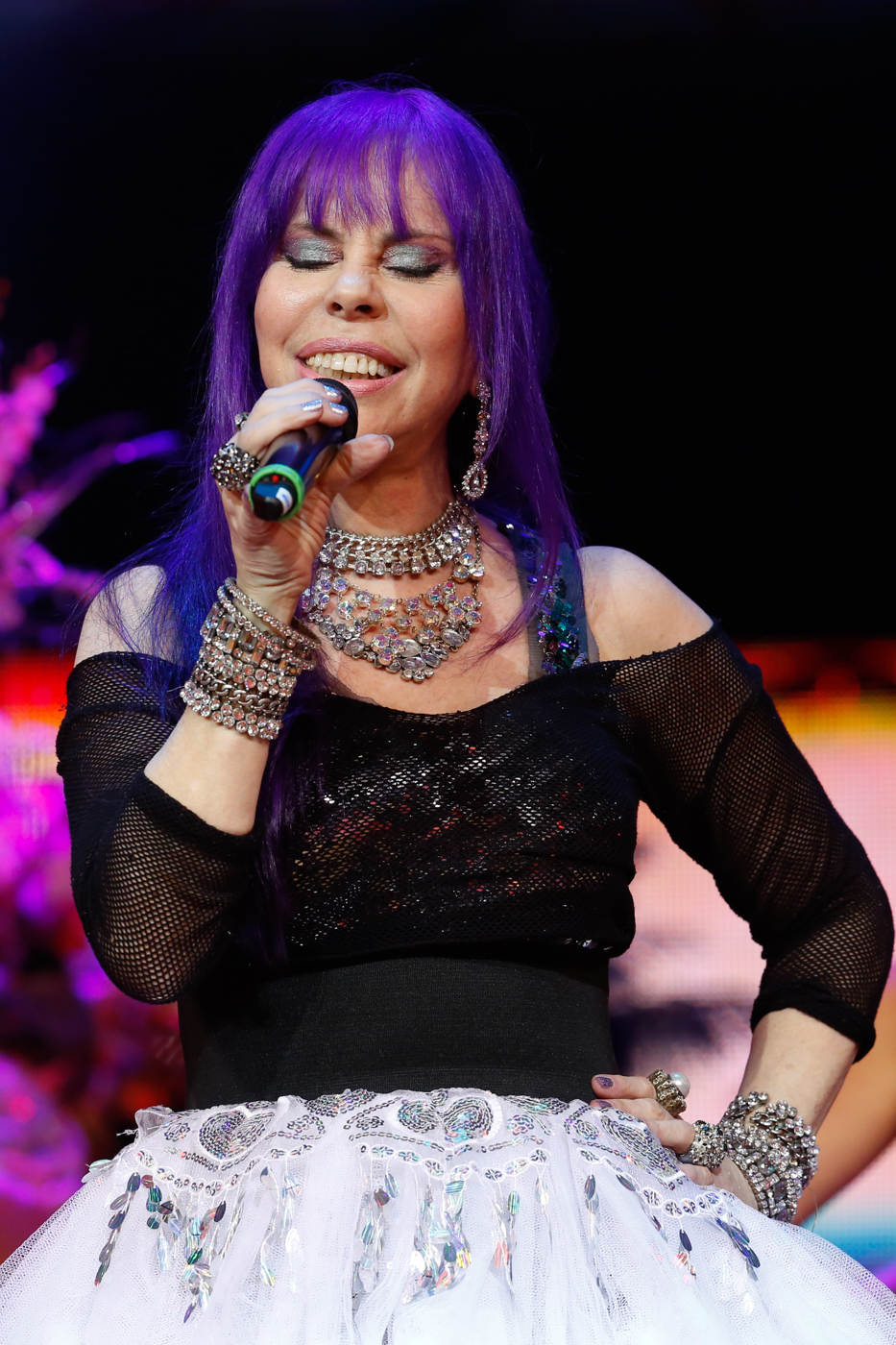
Baby do Brasil

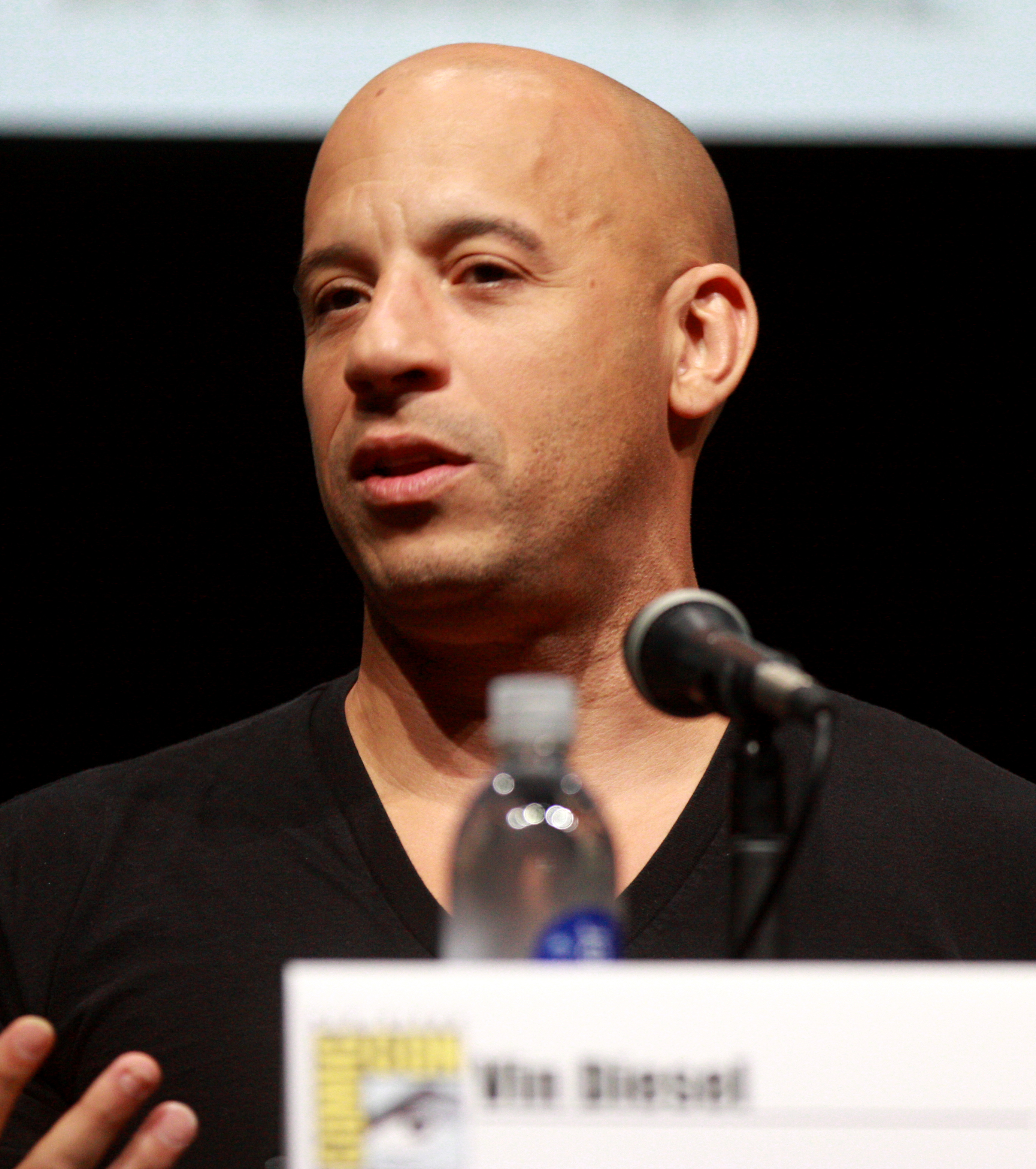
Vin Diesel

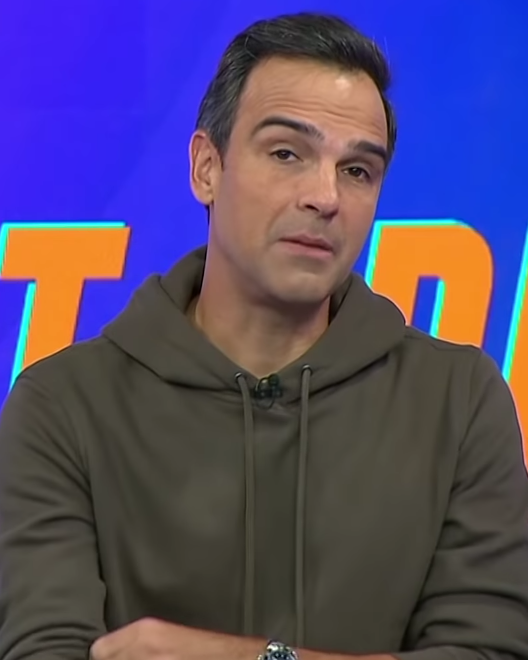
Tadeu Schmidt

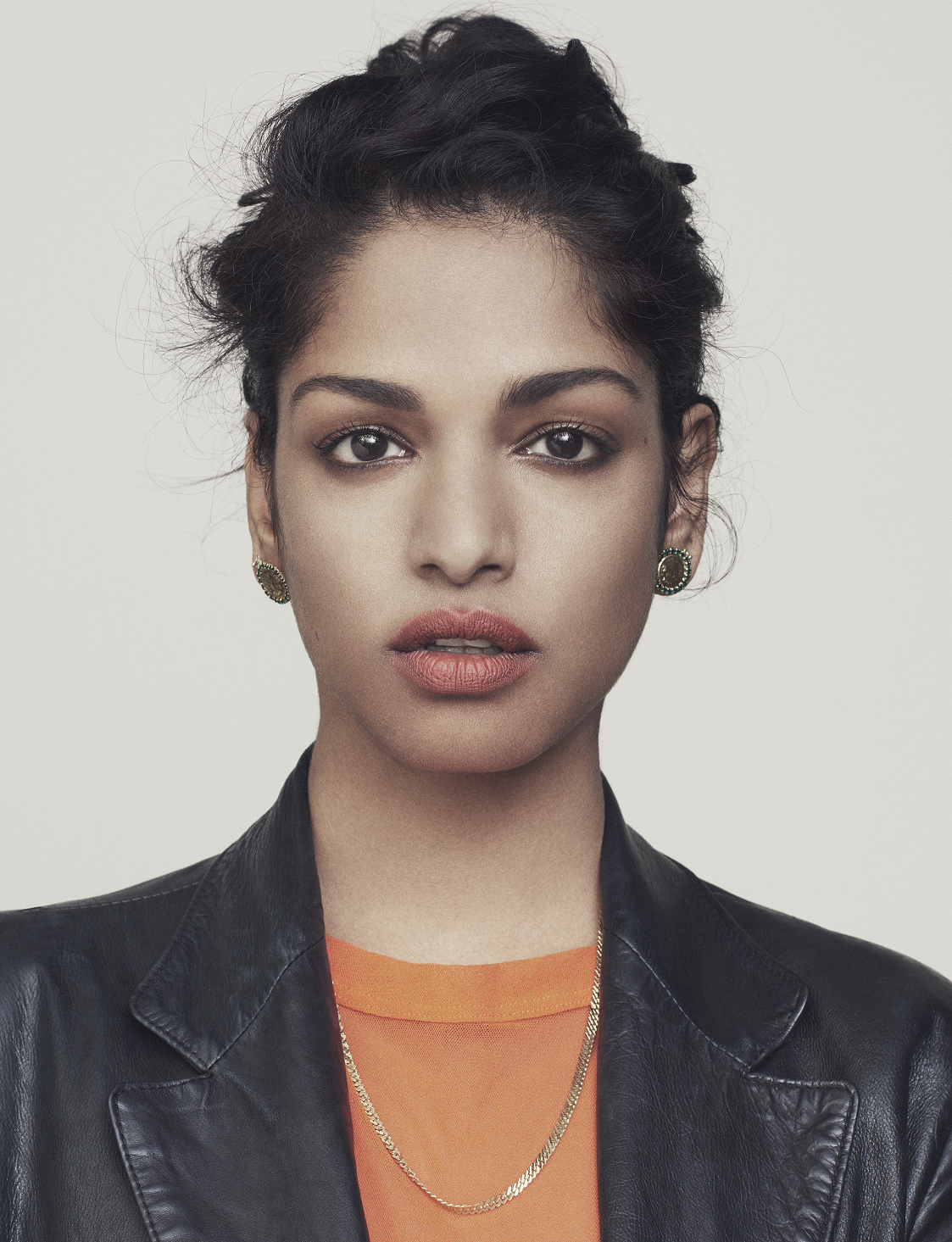
M.I.A.

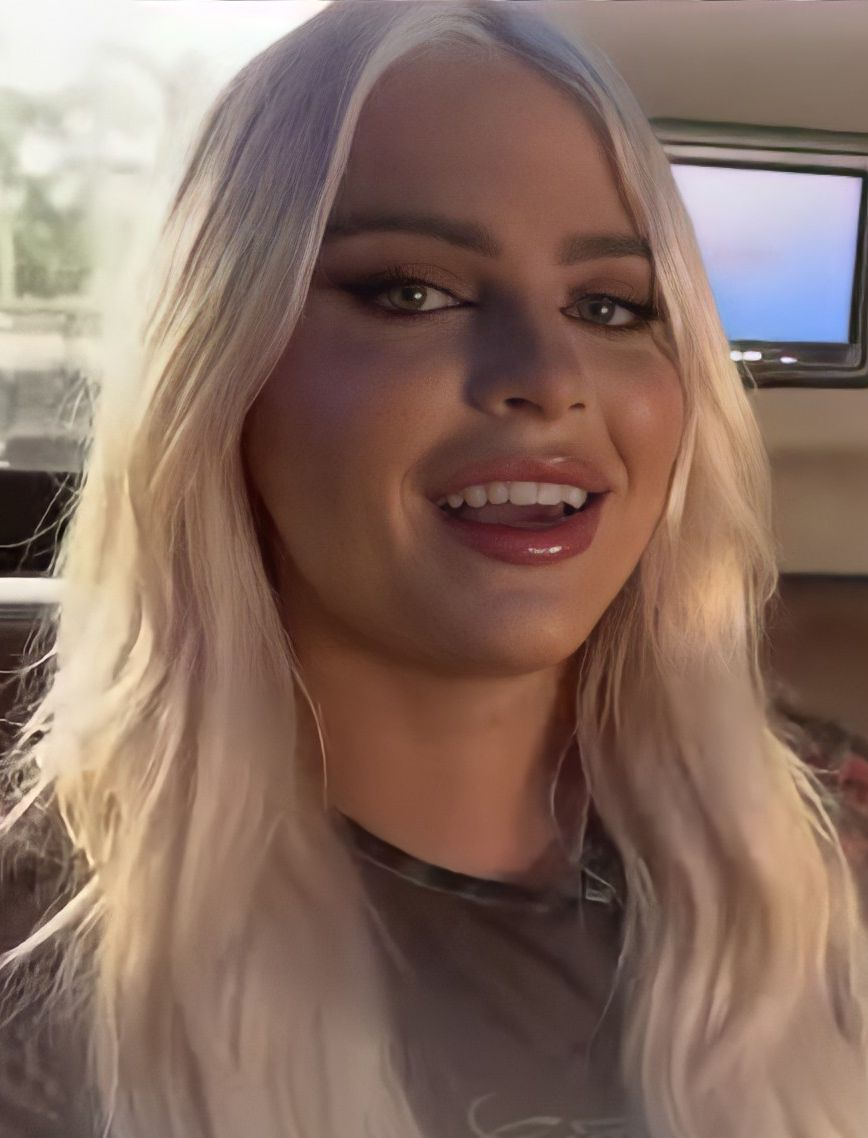
Luísa Sonza

### Anteriores ao século XIX
- 1013 — Hermano de Reichenau, compositor e astrônomo alemão (m. 1054).
- 1333 — Alda d'Este, nobre italiana (m. 1381).
- 1340 — Filipe van Artevelde, ativista político flamengo (m. 1382).
- 1501 — Isabel da Áustria (m. 1526).
- 1552 — Rodolfo II do Sacro Império Romano-Germânico (m. 1612).
- 1633 — João de Mascarenhas, 1.º Marquês de Fronteira, nobre português (m. 1681).
- 1635 — Robert Hooke, cientista inglês (m. 1703).
- 1659 — Hyacinthe Rigaud, pintor francês (m. 1743).
- 1670 — Giovanni Bononcini, compositor italiano (m. 1747).
- 1720 — Gilbert White, naturalista britânico (m. 1793).
- 1724 — Maria Antónia da Baviera, nobre alemã (m. 1780).

### Século XIX
- 1813 — Charles Badham, sacerdote britânico (m. 1884).
- 1815 — Ludvig Holstein-Holsteinborg, político dinamarquês (m. 1892).
- 1818 — Louis Gerhard De Geer, político sueco (m. 1896).
- 1824 — António Maria Barreiros Arrobas, político cabo-verdiano (m. 1888).
- 1837 — Vasil Levski, líder revolucionário búlgaro (m. 1873).
- 1845 — Tristan Corbière, poeta francês (m. 1875).
- 1853 — Hendrik Lorentz, físico neerlandês (m. 1928).
- 1857 — Margaret Brown, filantropa e ativista estadunidense (m. 1932).
- 1886 — Simon Bolivar Buckner, Jr., general estadunidense (m. 1945).
- 1887 — Vidkun Quisling, militar norueguês (m. 1945).
- 1890 — Abílio Garcia de Carvalho, médico e político português (m. 1941).
- 1892 — Arthur Friedenreich, futebolista brasileiro (m. 1969).
- 1900 — Nathalie Sarraute, escritora francesa (m. 1999).

### Século XX

#### 1901–1950
- 1902 — Chill Wills, ator e cantor estadunidense (m. 1978).
- 1906
  - Clifford Odets, escritor estadunidense (m. 1963).
  - Sidney Darlington, engenheiro e inventor norte-americano (m. 1997).
- 1907 — Herbert Lionel Adolphus Hart, filósofo britânico (m. 1992).
- 1908 — Lupe Vélez, atriz mexicana (m. 1944).
- 1909
  - Mohammed Daoud Khan, político afegão (m. 1978).
  - Andrei Gromiko, político bielorrusso (m. 1989).
  - Acácio Mesquita, futebolista português (m. 1945).
- 1911 — Hume Cronyn, ator canadense (m. 2003).
- 1914 — Gino Bartali, ciclista italiano (m. 2000).
- 1915
  - Carequinha, palhaço brasileiro (m. 2006).
  - Jair Amorim, compositor brasileiro (m. 1993).
- 1917 — Henri Salvador, músico francês (m. 2008).
- 1918 — Nelson Mandela, político sul-africano (m. 2013).
- 1921 — John H. Glenn, Jr., astronauta e político estadunidense (m. 2016).
- 1922
  - Hedy Stenuf, patinadora artística austríaca (m. 2010).
  - Cláudio Christovam de Pinho, futebolista brasileiro (m. 2000).
  - Thomas Kuhn, filósofo estadunidense (m. 1996).
- 1924 — Inge Sørensen, nadadora dinamarquesa (m. 2011).
- 1925 — Shirley Strickland, atleta australiana (m. 2004).
- 1926 — Yolanda Vargas Dulché, escritora, cartunista e roteirista mexicana (m. 1999).
- 1927 — Kurt Masur, maestro polonês-alemão (m. 2015).
- 1929
  - Dick Button, ex-patinador artístico estadunidense (m. 2025).
  - Screamin' Jay Hawkins, músico e ator norte-americano (m. 2000).
  - Sequeira Costa, pianista português (m. 2019).
- 1931 — Wilson Braga, político e advogado brasileiro (m. 2020).
- 1932 — Ievguêni Ievtuchenko, escritor e poeta russo (m. 2017).
- 1933
  - Carlos Alberto Santos, pintor e ilustrador português (m. 2016).
  - Ievguêni Ievtuchenko, poeta russo (m. 2017).
- 1934
  - Darlene Conley, atriz estadunidense (m. 2007).
  - Jorge Vieira, futebolista e treinador de futebol brasileiro (m. 2012).
- 1935
  - Tenley Albright, ex-patinadora artística estadunidense.
  - Sabahudin Kurt, cantor bósnio (m. 2018).
- 1937
  - William Agel de Mello, escritor, ensaísta e diplomata brasileiro (m. 2024).
  - Roald Hoffmann, químico polonês.
- 1938
  - Renzo Pasolini, motociclista italiano (m. 1973).
  - Ian Stewart, músico britânico (m. 1985).
- 1939 — Eduard Mudrik, futebolista ucraniano (m. 2017).
- 1940
  - James Brolin, ator estadunidense.
  - Peter Mutharika, advogado e político malauiano.
  - Victor di Mello, cineasta, ator e roteirista brasileiro (m. 2011).
- 1941 — Frank Farian, produtor musical alemão (m. 2024).
- 1942
  - Giacinto Facchetti, futebolista e dirigente esportivo italiano (m. 2006).
  - Alexandre da Bélgica (m. 2009).
  - Adolf Ogi, político suíço.
- 1943 — Leilah Assumpção, dramaturga brasileira.
- 1944 — Pedro de Felipe, futebolista espanhol (m. 2016).
- 1945
  - Max Tolson, ex-futebolista australiano.
  - Paul Ginsborg, historiador anglo-italiano (m. 2022).
- 1946 — Sándor Holczreiter, halterofilista húngaro (m. 1996).
- 1948
  - Hartmut Michel, químico alemão.
  - James Faulkner, ator britânico.
- 1949 — Jerzy Gorgoń, ex-futebolista polonês.
- 1950
  - Richard Branson, empresário britânico.
  - Jack Layton, político canadense (m. 2011).

#### 1951–2000
- 1951
  - José Ronaldo de Carvalho, político brasileiro.
  - Margo Martindale, atriz norte-americana.
  - Elio Di Rupo, político belga.
- 1952 — Baby Consuelo, cantora e compositora brasileira.
- 1954
  - Takashi Amano, fotógrafo japonês (m. 2015).
  - Ricky Skaggs, músico estadunidense.
  - Ephrem Mbom, futebolista camaronês (m. 2020).
  - Wagner Montes, apresentador de televisão e político brasileiro (m. 2019).
  - João Marcos Fantinatti, memorialista e analista de sistemas brasileiro (m. 2014).
- 1955
  - Teresa Ann Savoy, atriz britânica (m. 2017).
  - Jean-Marie Mate Musivi Mupendawatu, religioso congolês.
- 1957
  - Carlos Barretto, músico e compositor português.
  - Jan Jałocha, ex-futebolista polonês.
  - Keith Levene, músico britânico (m. 2022).
- 1959 — Ilson de Jesus Montanari, arcebispo brasileiro.
- 1960 — Anne-Marie Johnson, atriz estadunidense.
- 1961
  - Elizabeth McGovern, atriz estadunidense.
  - Luis Flores, ex-futebolista mexicano.
  - Henrique Matos, pintor português.
  - Davie Irons, ex-futebolista e treinador de futebol britânico.
  - Pasi Rautiainen, treinador de futebol finlandês.
- 1962 — Víctor Manuel Fernández, arcebispo e teólogo argentino.
- 1963
  - Martín Torrijos, político e economista panamenho.
  - Al Snow, wrestler e ator estadunidense.
  - Graham Bartram, engenheiro e vexilologista britânico.
- 1964 — Rocco Steele, ator e diretor estadunidense.
- 1965
  - Raudinei Anversa Freire, ex-futebolista brasileiro.
  - Petra Schersing, ex-velocista alemã.
- 1966 — Lori Alan, atriz estadunidense.
- 1967
  - Vin Diesel, ator estadunidense.
  - Leonardo Semplici, ex-futebolista e treinador de futebol italiano.
- 1968
  - Jonathan Gould, ex-futebolista e treinador de futebol britânico.
  - Alex Désert, músico e ator haitiano-americano.
- 1969 — Elizabeth Gilbert, escritora estadunidense.
- 1970
  - Adirley Queirós, cineasta brasileiro.
  - Chris Jackson, ex-futebolista neozelandês.
  - Anatoly Tishchenko, ex-canoísta russo.
- 1971
  - Martin Frändesjö, ex-handebolista sueco.
  - Andrea Fontes, cantora brasileira.
- 1972
  - Abel Korzeniowski, compositor polonês.
  - Fredrik Åkesson, guitarrista sueco.
- 1973
  - Josh Cassada, astronauta e físico norte-americano.
  - Olaf Winter, ex-canoísta alemão.
- 1974 — Tadeu Schmidt, jornalista e apresentador de televisão brasileiro.
- 1975
  - Daron Malakian, músico estadunidense.
  - M.I.A., cantora britânica.
- 1976 — Elsa Pataky, atriz espanhola.
- 1977
  - Kelly Reilly, atriz britânica.
  - Niweat Siriwong, ex-futebolista tailandês.
  - Alexander Morozevich, enxadrista russo.
- 1978
  - Eddie Matos, ator estadunidense.
  - Tomas Danilevičius, ex-futebolista lituano.
- 1980
  - Kristen Bell, atriz estadunidense.
  - Rocco Pitanga, ator brasileiro.
  - Ryoko Hirosue, atriz e cantora japonesa.
- 1981
  - Esther Vergeer, ex-tenista neerlandesa.
  - Michiel Huisman, ator, cantor e compositor neerlandês.
- 1982
  - Ryan Cabrera, cantor e compositor estadunidense.
  - Priyanka Chopra, atriz indiana.
  - Carlo Costly, ex-futebolista hondurenho.
- 1983
  - Leandrão, ex-futebolista e treinador de futebol brasileiro.
  - Jan Schlaudraff, ex-futebolista alemão.
  - Carlos Diogo, ex-futebolista uruguaio.
- 1984
  - Imad Al-Hosni, futebolista omani.
  - Ben Askren, ex-lutador profissional estadunidense.
- 1985
  - Vinícius de Oliveira, ator brasileiro.
  - Chace Crawford, ator estadunidense.
  - Panagiotis Lagos, ex-futebolista grego.
- 1986
  - James Sorensen, ator australiano.
  - Corina Căprioriu, judoca romena.
  - Calvin Jong-a-Pin, futebolista neerlandês.
- 1987
  - Carlos Eduardo, ex-futebolista brasileiro.
  - Claudio Yacob, futebolista argentino.
- 1988
  - Eugenio Mena, futebolista chileno.
  - Ambyr Childers, atriz norte-americana.
  - Alfredo Aguilar, futebolista paraguaio.
- 1989
  - Dmitri Soloviev, patinador artístico russo.
  - Aljaz Bedene, ex-tenista esloveno.
- 1990
  - Kim Ji-sook, cantora sul-coreana
  - Saúl Álvarez, pugilista mexicano.
  - Fineza Eusébio, ex-jogadora de basquete angolana.
  - Xu Lizhi, poeta chinês (m. 2014).
  - Linn da Quebrada, cantora, compositora, atriz e ativista brasileira.
  - Mandy Rose, atriz, modelo e lutadora profissional estadunidense.
- 1991 — Rubén Peña, futebolista espanhol.
- 1992
  - Mehdi Taremi, futebolista iraniano.
  - Thanasis Antetokounmpo, jogador de basquete grego.
- 1993
  - Lee Taemin, cantor, dançarino, ator e modelo sul-coreano.
  - Mats Rits, futebolista belga.
  - Nabil Fekir, futebolista francês.
- 1994
  - Laura Rizzotto, cantora e compositora brasileira.
  - Erik Nascimento Lima, futebolista brasileiro.
  - Edmilson Dove, futebolista moçambicano.
  - Lee Yoo-mi, atriz sul-coreana.
- 1995
  - Sui Wenjing, patinadora artística chinesa.
  - Gabi Portilho, futebolista brasileira.
  - Gautier Lloris, futebolista francês.
  - Duda Francelino, futebolista brasileira.
- 1996 — Yung Lean, rapper sueco.
- 1997
  - Noah Lyles, velocista norte-americano.
  - Fionn Whitehead, ator britânico.
  - Matheus Babi, futebolista brasileiro.
  - Bam Adebayo, jogador de basquete estadunidense.
- 1998 — Luísa Sonza, cantora, compositora e influenciadora digital brasileira.
- 1999 — Saud Abdulhamid, futebolista saudita.
- 2000
  - Angelina Melnikova, ginasta russa.
  - Maria Bomani, atriz e cantora brasileira.
  - Yuki Kobayashi, futebolista japonês.
  - Lutsharel Geertruida, futebolista neerlandês.

### Século XXI
- 2001
  - Enzo Fittipaldi, automobilista brasileiro.
  - Morgan Hurd, ginasta norte-americana.
- 2007 — JD McCrary, cantor, ator e dançarino norte-americano.

## Mortes

### Anteriores ao século XIX
- 1038 — Gunilda da Dinamarca (n. 1020).
- 1100 — Godofredo de Bulhão, nobre e militar franco (n. 1058).
- 1478 — Miguel Apostólio, teólogo e retor grego (n. 1422).
- 1610 — Caravaggio, pintor italiano (n. 1571).
- 1628 — Manuel de Meneses, militar, cronista e cosmógrafo português (n. 1565).
- 1697 — António Vieira, padre jesuíta, diplomata e escritor português (n. 1608).
- 1721 — Antoine Watteau, pintor francês (n. 1684).
- 1800 — John Rutledge, político norte-americano (n. 1739).

### Século XIX
- 1817 — Jane Austen, romancista britânica (n. 1775).
- 1847 — Bento Gonçalves da Silva, militar e político brasileiro (n. 1788).
- 1858 — Francisco Antonio Pinto, político chileno (n. 1785).
- 1872 — Benito Juárez, estadista mexicano (n. 1806).
- 1874 — Genuíno Olímpio Sampaio, militar brasileiro (n. 1828).
- 1875 — Manuel Marques de Sousa militar e político brasileiro (n. 1805).
- 1888 — António Maria Barreiros Arrobas, político cabo-verdiano (n. 1824)).
- 1892 — Thomas Cook, empresário britânico (n. 1808).

### Século XX
- 1934 — Francisco de Lacerda, compositor português (n. 1869).
- 1938 — Maria de Saxe-Coburgo-Gota, rainha consorte da Romênia (n. 1875).
- 1966 — Bobby Fuller, músico e cantor estadunidense (n. 1942).
- 1967 — Humberto de Alencar Castelo Branco, militar e político brasileiro, 26.° presidente do Brasil (n. 1897).
- 1975 — Juarez Távora, militar e político brasileiro (n. 1898).
- 1982 — Roman Jakobson, linguista russo (n. 1896).
- 1987 — Gilberto Freyre, escritor brasileiro (n. 1900).
- 1988
  - Joly Braga Santos, compositor e maestro português (n. 1924).
  - Maria de Lourdes Fontão, professora e catequista brasileira (n. 1931).
- 1989 — Rebecca Schaeffer, atriz e modelo estadunidense (n. 1967).
- 1990 — Eliana Macedo, atriz brasileira (n. 1926).
- 1997 — Eugene Shoemaker, geólogo e astrônomo estadunidense (n. 1928).

### Século XXI
- 2002 — Gérson de Abreu, ator, cantor e apresentador brasileiro (n. 1963).
- 2005
  - Franz Weissmann, escultor brasileiro (n. 1911).
  - William Westmoreland, general norte-americano (n. 1914).
- 2006 — Raul Cortez, ator brasileiro (n. 1932).
- 2009 — Ricardo Londoño, automobilista colombiano (n. 1949).
- 2012 — Justino Mendes de Almeida, professor universitário português (n. 1924).
- 2014 — João Ubaldo Ribeiro, escritor brasileiro (n. 1941).
- 2015 — Alex Rocco, ator estadunidense (n. 1936).
- 2025 — André Vingt-Trois, prelado francês (n. 1942).

## Feriados e eventos cíclicos
- Dia Internacional Nelson Mandela
- Dia Mundial da Escuta

### Brasil
- Dia Nacional do Trovador
- Dia do Veterano
- Aniversário da cidade de Ponta Porã, Mato Grosso do Sul.
- Aniversário da cidade de Cristalina, Goiás.
- Aniversário da cidade de Fronteira, Minas Gerais.

### Portugal
- Feriado municipal em Carregal do Sal, Lajes das Flores e Nordeste (Açores).

### Cristianismo
- Arnulfo de Metz
- Bartolomeu de las Casas
- Bartolomeu dos Mártires
- Bruno de Segni
- Marinha de Águas Santas
- Mártires de Alapayevsk
- Odília de Colônia
- Sinforosa
- Teodósia de Constantinopla

### Mitologia egípcia
- Dia de Ísis e Nephthys.

## Outros calendários
- No calendário romano era o 15.º dia (XV) antes das calendas de agosto.
- No calendário litúrgico tem a letra dominical C para o dia da semana.
- No calendário gregoriano a epacta do dia é ix.